# Nombre cardinal
En matemàtiques, els nombres cardinals, o senzillament cardinals, són els nombres usats per a expressar la quantitat d'elements d'un conjunt.
En el cas dels conjunts finits els nombres cardinal són els nombres naturals: 0, 1, 2, 3, 4, ... En llengua es distingeix els cardinals dels ordinals que s'utilitzen per indicar l'ordre: primer, segon, tercer ...

Àlef zero, el menor cardinal transfinit

A partir de la teoria de conjunts establerta per Georg Cantor, les matemàtiques, generalitzen els nombres naturals incorporant els cardinals transfinits per expressar les diferents mides dels conjunts amb infinits elements.

La cardinalitat mesura el nombre d'elements d'un conjunt X i es denota amb alguna de les notacions següents: card(X), #X o bé |X|. Per exemple, si A és un conjunt amb 5 elements, escriurem card(A)=5, #A=5 o bé |A|=5. Pels denotar cardinals transfinits s'utilitza la lletra àlef {\displaystyle \aleph } 

Una funció bijectiva f: X → Y, del conjunt X al conjunt Y que demostra que els dos conjunts tenen la mateixa cardinalitat, en aquest cas 4

La seqüència dels nombres cardinals és: {\displaystyle 0,1,2,3,\ldots ,n,\ldots ;\aleph _{0},\aleph _{1},\aleph _{2},\ldots ,\aleph _{\alpha },\ldots .\ }
Per comparar les mides dels conjunts s'utilitza el concepte de funció bijectiva. Es considera que dos conjunts tenen la mateixa cardinalitat si existeix una correspondència 1 a 1 entre els elements dels dos conjunts, llavors es diu que són equipotents. Utilitzant aquesta noció Georg Cantor va establir la moderna teoria de conjunts i en particular el seu teorema fonamental que demostra que el conjunt dels nombres reals {\displaystyle \mathbb {R} } és "més gran" que el conjunt dels nombres naturals {\displaystyle \mathbb {N} }, tot i ser infinits ambdós.
{\displaystyle card(\mathbb {N} )=\aleph _{0}<card(\mathbb {R} )=\aleph _{1}}
Amb aquest concepte de cardinalitat pot succeir que un subconjunt propi d'un conjunt infinit tingui la mateixa cardinalitat que el conjunt original cosa que no pot passar amb els subconjunts propis de conjunts finits. Per exemple: dins el conjunt dels nombres naturals {\displaystyle \mathbb {N} }(sense el zero), podem considerar el subconjunt dels nombres parells {\displaystyle \{2,4,6,...\}}, com que podem establir una correspondència 1 a 1 entre cada natural i el seu doble, els dos conjunts tenen la mateixa cardinalitat {\displaystyle \aleph _{0}}